# Silwad
Silwād (in arabo سلواد‎?) è un villaggio palestinese della Cisgiordania sito a 860 metri s.l.m. Ricade sotto il controllo amministrativo dell'Autorità Nazionale Palestinese, sito a 12 chilometri a NE della città di Ramallah, del cui Governatorato fa parte.
Dista appena 5 chilometri dall'autostrada Nablus-Gerusalemme
Secondo l'Ufficio Centrale di Statistiche Palestinese (UCSP), la sua popolazione ammontava a 6.342 persone nel 2017.

## Tracce archeologiche
Nell'area sono presenti tracce archeologiche d'un certo interesse, sia dell'epoca crociata, sia dell'età mamelucca e ottomana.